# Europapokal der Landesmeister (Handball) der Frauen 1960/61
Der Europapokal der Landesmeister für Frauen 1960/61 war die erste Auflage des Wettbewerbes. Sieger wurde der rumänische Vertreter HC Sțiința Bukarest. Eine eigentlich vorgesehene Qualifikationsrunde zwischen Žalgiris Kaunas und Oslo HK fiel aus, weil Oslo seine Meldung zurückgezogen hatte. Für Österreich trat der Feldhandballmeister Danubia Wien an, da noch keine Hallenhandballmeisterschaft existierte.

## Viertelfinale
|                     | Gesamt |                  | Hinspiel | Rückspiel |
| ------------------- | ------ | ---------------- | -------- | --------- |
| HC Sțiința Bukarest | 14:12  | Spartak Subotica | 05:06    | 09:06     |
| Žalgiris Kaunas     | 13:09  | KS Cracovia      | 05:03    | 08:06     |
| RSV Mülheim         | 25:10  | US d’Ivry Paris  | 13:03    | 12:07     |
| Dynamo Prag         | 12:08  | Danubia Wien     | 08:06    | 04:02     |

## Halbfinale
|                     | Gesamt |                 | Hinspiel | Rückspiel |
| ------------------- | ------ | --------------- | -------- | --------- |
| HC Sțiința Bukarest | 20:7   | Žalgiris Kaunas | 12:04    | 08:03     |
| RSV Mülheim         | 5:10   | Dynamo Prag     | 03:06    | 02:04     |

## Finale
|                     | Gesamt |             | Hinspiel | Rückspiel |
| ------------------- | ------ | ----------- | -------- | --------- |
| HC Sțiința Bukarest | 13:05  | Dynamo Prag | 08:01    | 05:04     |

## Siegermannschaft
| HC Sțiința Bukarest |
| Irene Nagy-Klimovski Iozefina Ștefănescu (Kapitän) Ecaterina Ionescu Aurora Leonte Aurelia Sălăgeanu-Tudor Elena Pădureanu Dana Ungureanu Carolina Cârligeanu Ella Jecu Gerlinde Reip Maria Stef Oțoiu Hilde Roth Cornelia Constantinescu |
| Constantin C. Popescu (Trainer) |